# Дэйвис, Эдвард Брайан
Эдвард Брайан Дэйвис (англ. Edward Brian Davies; 13 июня 1944, Кардифф — 2 июня 2025) — профессор математики в Лондонском королевском колледже, автор более двух сотен научных статей, пяти монографий и научно-популярной книги «Наука в зеркале: что на самом деле знают учёные» («Science in the Looking Glass: What do Scientists Really Know»).

## Биография
Дэйвис учился в Уэльсе, где его отец был учителем математики. Затем он окончил Оксфордский университет, где остался, чтобы защитить докторскую диссертацию на тему «Некоторые проблемы функционального анализа» (1968).
После двух лет в США, в Принстонском университете и МТИ, он получил постоянную должность в Оксфорде, где с 1973 года читал лекции по математике.
В 1981 году Дейвис был назначен профессором математики в Лондонском королевском колледже, в котором с 1990 по 1993 год занимал пост главы кафедры математики.
В 1998 году получил Главную премию Бервика.
С 2008 по 2009 год был президентом Лондонского математического общества. Официально ушёл на пенсию в 2010 году.
Умер 2 июня 2025 года в возрасте 80 лет.

## Научные взгляды
Являлся ярым антиплатонистом. Его статья «Пусть платонизм умрет» (Let platonism die), опубликованная в 2007 году, вызвала серьёзную дискуссию.